# 东兴镇 (靖江市)
东兴镇，是中华人民共和国江苏省泰州市靖江市下辖的一个乡镇级行政单位。

## 行政区划
东兴镇下辖以下地区：
惠龙村、克成村、惠丰村、惠圣村、东兴村、成德村、合兴村、万盛村、上六村、海镇村、旺稼村和何德村。